# A∴A∴

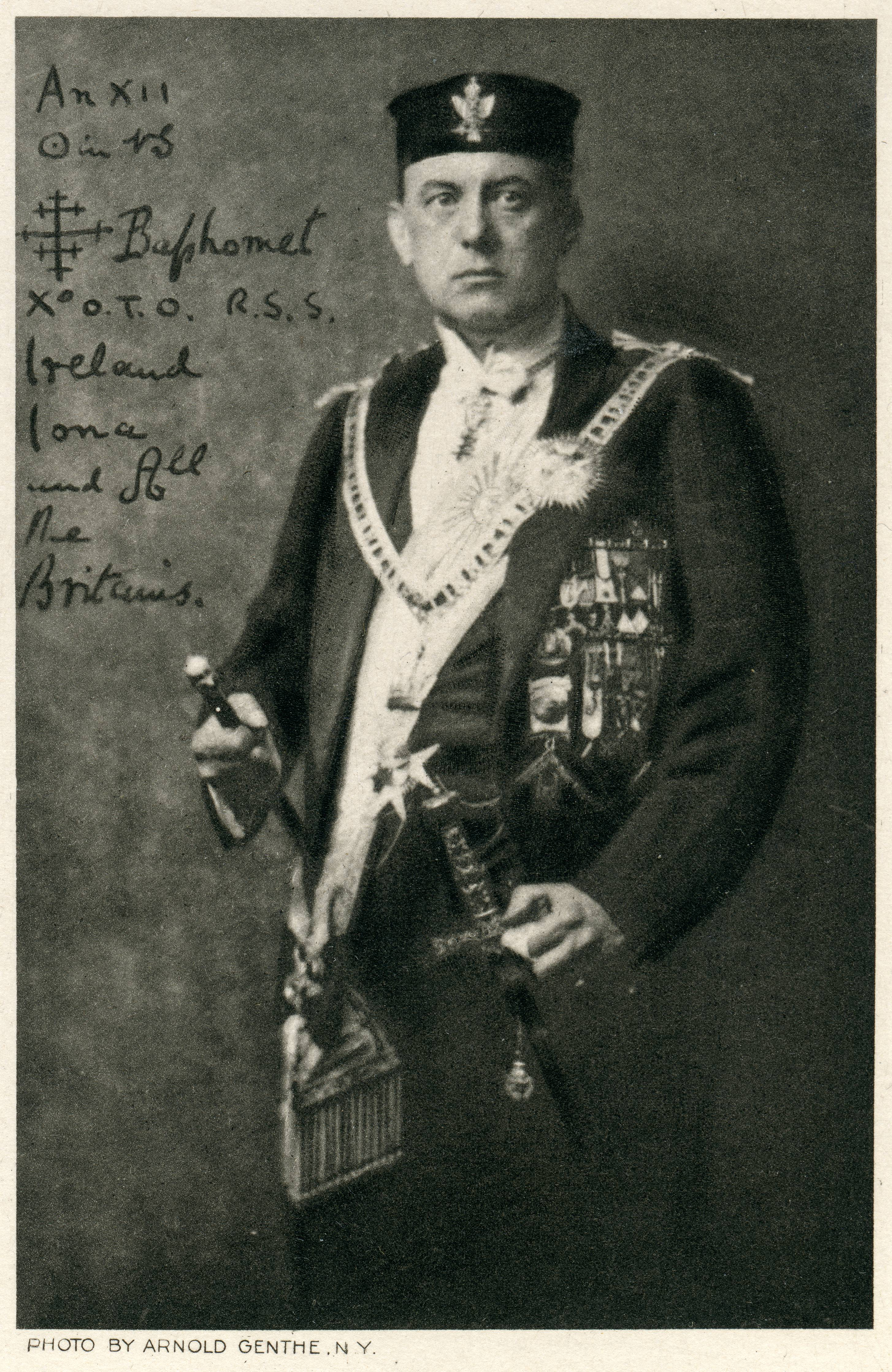
ادوارد الکساندر کراولی (به انگلیسی: Edward Alexander Crowley) معروف به آلیستر کراولی

A∴A∴ سازمانی جادویی می‌باشد که در ۱۹۰۷ میلادی توسط آلیستر کراولی و جرج سسیل جونز پس از آنکه سازمان هرمسی پگاه زرین را ترک کردند، تأسیس شد. حروف اختصاری A∴A∴ دارای چندین معادل می‌باشد (به جدول پایین مراجعه شود). این سازمانی یک انجمن جادویی تلمایی می‌باشد که پیگیری نور و دانش هدف آن می‌باشد. شعارشان «شیوهٔ علم، هدف دین» می‌باشد. کتاب مقدس این سازمان کتاب شریعت است. با اینکه A∴A∴ قسمتی از سازمان معبد شرق نیست، با این حال سازمان معبد شرق برای نگه داشتن هم پیمانی با A∴A∴، به آن رسیدگی می‌کند.

## تاریخچه
پس از مرگ کراولی شاگردش کارل گرمر رهبری سازمان را بر عهده گرفت، اما پس از مرگ گرمز جانیشینی چندان روشن نیست.

## نام
| زبان    | نام احتمالی                                  | ترجمه                       |
| ------- | -------------------------------------------- | --------------------------- |
| لاتین   | Argentium Astrum                             | ستارهٔ نقره‌ای                |
| یونانی  | Άστρον Αργυρόν (نویسه‌گردانی: Astron Argiron) | ستارهٔ نقره‌ای                |
| لاتین   | Arcanum Arcanorum                            | سرّ اسرار                    |
| آرامی   | אריך אנפין, (نویسه‌گردانی: Arikh Anpin)       | سیمای بیکران (به معنای کتر) |
| انگلیسی | Angel and Abyss                              | فرشته و مغاک                |